# شون سوزوکی
شون سوزوکی (ژاپنی: 鈴木 俊؛ زادهٔ ۹ آوریل ۱۹۷۴) یک بازیکن فوتبال اهل ژاپن است.
از باشگاه‌هایی که در آن بازی کرده‌است می‌توان به باشگاه فوتبال توکیو وردی اشاره کرد.